# تور شوگا آگوست دی
تور شوگا آگوست دی (انگلیسی: Suga Agust D Tour) همچنین با عنوان تور شوگا | آگوست دی 'روز دی (انگلیسی: SUGA | AGUST D TOUR 'D-DAY، برگرفته از نام آلبوم) نیز شناخته می‌شود، نخستین تور کنسرت جهانی از رپر و خواننده کره‌ای شوگا که همچنین با نام آگوست دی نیز شناخته می‌شود، بود و در حمایت از نخستین آلبوم استودیویی او به نام روز دی برگزار شد. این تور در ۲۶ آوریل ۲۰۲۳ در نیویورک آغاز شد و در ۶ اوت ۲۰۲۳ در سئول، کره جنوبی به پایان رسید.